# 老山林场
老山林场，是中华人民共和国江苏省南京市浦口区下辖的一个类似乡级单位。

## 行政区划
老山林场下辖以下地区：
岔路口社区。